# Trichobius phyllostomae
Trichobius phyllostomae är en tvåvingeart som beskrevs av Kessel 1925. Trichobius phyllostomae ingår i släktet Trichobius och familjen lusflugor. Inga underarter finns listade i Catalogue of Life.